# Pitcairnia rigida
Pitcairnia rigida är en gräsväxtart som beskrevs av Carl Christian Mez. Pitcairnia rigida ingår i släktet Pitcairnia och familjen Bromeliaceae. Inga underarter finns listade i Catalogue of Life.